# Leptoneta taiwanensis
Leptoneta taiwanensis là một loài nhện trong họ Leptonetidae.
Loài này thuộc chi Leptoneta. Leptoneta taiwanensis được miêu tả năm 2002 bởi M. S. Zhu & Tso.